# Österreichischer Kunstpreis für Künstlerische Fotografie
Der Österreichische Kunstpreis für Künstlerische Fotografie (bis 2009 Würdigungspreis für künstlerische Fotografie) wird etablierten Künstlern für ihr Gesamtwerk verliehen. Bisher wurden folgende Personen ausgezeichnet:

## Preisträger
Österreichischer Würdigungspreis für Künstlerische Fotografie
- 1988 Erich Kees
- 1989 Peter Dressler
- 1990 Günther Selichar
- 1991 Michael Schuster
- 1992 Herwig Kempinger
- 1993 Manfred Willmann
- 1994 Leo Kandl
- 1995 keine Vergabe
- 1996 Margherita Spiluttini
- 1997 Heinz Cibulka
- 1998 Valie Export
- 1999 Friedl Kubelka
- 2000 Cora Pongracz
- 2001 Tamara Horakova, Ewald Maurer
- 2002 Elfriede Mejchar
- 2003 Birgit Jürgenssen
- 2004 Seiichi Furuya
- 2005 Sabine Bitter, Helmut Weber
- 2006 Aglaia Konrad
- 2007 Maria Hahnenkamp
- 2008 Ingeborg Strobl
- 2009 Hans Kupelwieser

Österreichischer Kunstpreis für Künstlerische Fotografie
- 2010 Paul Albert Leitner
- 2011 Michaela Moscouw
- 2012 Matthias Herrmann
- 2013 Inés Lombardi
- 2014 Christian Wachter
- 2015 Anita Witek
- 2016 Michael Mauracher
- 2017 Bernhard Fuchs
- 2018 G.R.A.M. (Martin Behr und Günther Holler-Schuster)[1]
- 2019 Tatiana Lecomte[2]
- 2020 Inge Dick[3]
- 2021 Gerald Domenig[4]
- 2022 Lisl Sharp-Ponger[5]
- 2023 Claudia Larcher[6]
- 2024 Marina Faust[7]